# Get Up Offa That Thing (album)
Albums de James Brown
Hot
(1976) Bodyheat
(1976)
Singles
1. Get Up Offa That Thing
Sortie : mai 1976
2. I Refuse to Lose
Sortie : 26 octobre 1976

Get Up Offa That Thing est le 43e album studio de James Brown, sorti en juillet 1976 chez Polydor.

## Liste des titres
Toutes les chansons sont écrites et composées par Deanna Brown, Deirdre Brown et Yamma Brown, sauf indication contraire.
| 1. | Get Up Offa That Thing / Release the Pressure |                                                                   | 9:16 |
| 2. | You Took My Heart                             | - Deanna Brown - Deirdre Brown - St. Clair Pinckney - Yamma Brown | 3:23 |
| 3. | I Refuse to Lose                              |                                                                   | 7:33 |

| 4. | Can't Take It with You | 9:07 |
| 5. | Home Again             | 4:39 |
| 6. | This Feeling           | 8:22 |

## Crédits
Crédits provenant du livret de l'album.
- James Brown – chant, arrangements, production
- Deanna Brown, Deirdre Brown et Yamma Brown – paroles, musique
- Patricia Dryden – illustration de la pochette

## Classements hebdomadaires
| Classement (1976)           | Meilleure position |
| --------------------------- | ------------------ |
| Canada (Top Albums)         | 12                 |
| Canada (Top Disco Albums)   | 9                  |
| États-Unis (Top LPs & Tape) | 147                |
| États-Unis (Soul LPs)       | 24                 |